# Kiwa hirsuta
El cangrejo yeti (Kiwa hirsuta) es una especie de crustáceo decápodo descubierto en 2006 en el Pacífico sur y el único miembro del género Kiwa perteneciente a la familia Kiwaidae. Este cangrejo es de gran tamaño (mide 15 cm con las pinzas extendidas) ha recibido su nombre común por su color blanco y abundantes pelos blancos, que en realidad son espinas flexibles. Estas sedas están cubiertas de colonias de bacterias cuya función se está estudiando. Los investigadores especulan que quizás el cangrejo cultiva y come esas bacterias. El pariente más cercano conocido de la familia Kiwaidae es el cangrejo ermitaño.

## Descubrimiento
El ejemplar de Kiwa hirsuta fue hallado en una expedición oceanográfica organizada por el Monterey Bay Aquarium Research Institute (MBARI), en la Dorsal de Pacífico-Antártico, al sur de la Isla de Pascua, a 2.228 m de profundidad. La especie ha sido descrita por Enrique Macpherson (CSIC), William Jones (MBARI) y Michel Segonzac (IFREMER), en un trabajo publicado en la revista Zoosystema.  Desde el siglo XIX no se había descrito una nueva familia en este grupo de animales. En 2006 se descubrió una segunda especie del género, Kiwa puravida, que fue descrita en 2011.

## Hábitat y su rol
La especie Kiwa hirsuta se encuentra en las zonas basálticas que rodean las fuentes hidrotermales de la zona, que normalmente se tratan de zonas volcánicas activas, lo que impide la vida de una gran cantidad de especies debido a las grandes temperaturas que se pueden alcanzar y la falta de oxígeno, lo que obliga al cangrejo yeti a adaptarse a una nueva forma de conseguir alimentos. Lo hace mediante la conversión del calor, el metano y otros compuestos que provienen de las fuentes termales en energía, en un proceso conocido como "quimiosíntesis".
Gracias a este proceso, sirven como alimento a otros animales del hábitat como las almejas o los gusanos de tubo gigantes. A lo largo del proceso de acercarse a la fuente termal deben tener mucho cuidado, pues si se acercan demasiado se hervirían vivos por el gran calor que desprende esta pero si se alejan demasiado, podrían contraer hipotermia. Lo que hacen es apilarse varios para que no quede ningún espacio que deje margen de error.

## Características
Es omnívora, no tiene ojos y los estudios genéticos la emparentan con los Galateidos y grupos afines, aunque morfológicamente se parece a la familia de los Aeglidae, cuyos representantes actuales sólo se encuentran en ríos y lagos de América del Sur y en la paz B.C.S.
Cuentan con cámaras branquiales muy amplias que le permiten vivir en las condiciones de bajo oxígeno que se dan en su hábitat.
Un análisis de sus genes sugiere que posiblemente hayan evolucionado hace unos 100 millones de años.

## Cultura popular
- En la serie de animación Bob Esponja, aparece un cangrejo yeti en el episodio del mismo nombre.

- El Pokémon Crabominable está inspirado en un cangrejo yeti.
- En la serie de animación Wild Kratts, aparece un cangrejo yeti
- En la serie octonauts el cangrejo yeti aparece en los episodios "el cangrejo yeti " y "la aventura de la trinchera mariana".también es la inspiración para el gup igriega